# Équipe de Pologne masculine de volley-ball
Cet article traite de l'équipe masculine. Pour l'équipe féminine, voir Équipe de Pologne féminine de volley-ball.
L'équipe de Pologne de volley-ball est composée des meilleurs joueurs polonais sélectionnés par la Fédération polonaise de volley-ball (Polski Związek Piłki Siatkowej - PZPS). Elle est classée au 1re rang du classement  de la Fédération internationale de volley-ball établi au 26 juillet 2022. La Pologne est championne du monde en 1974, en 2014 et 2018.

## Palmarès et parcours

### Palmarès
- Jeux Olympiques (1)
  - Vainqueur : 1976
- Championnat du monde (3)
  - Vainqueur : 1974, 2014, 2018
  - Finaliste : 2006, 2022
- Coupe du monde
  - Second : 1965, 2011, 2019
  - Troisième : 2015
- Ligue mondiale (1)
  - Vainqueur : 2012
  - Troisième : 2011
- Ligue des nations
  - Vainqueur : 2023
  - Finaliste : 2021
  - Troisième : 2019, 2022
- Championnat d'Europe (1)
  - Vainqueur : 2009, 2023
  - Finaliste : 1975, 1977, 1979, 1981, 1983
  - Troisième : 2019, 2021
- Ligue européenne
  - Troisième : 2015

### Parcours

#### Jeux Olympiques
| - 1964 : Non qualifié - 1968 : 5e - 1972 : 9e - 1976 : Vainqueur - 1980 : 4e - 1984 : Non qualifié - 1988 : Non qualifié - 1992 : Non qualifié - 1996 : 11e - 2000 : Non qualifié | - 2004 : 5e - 2008 : 5e - 2012 : 5e - 2016 : 5e - 2020 : 5e - 2024 : 2e |

#### Championnats du monde
| - 1949 : 5e - 1952 : 7e - 1956 : 4e - 1960 : 4e - 1962 : 6e - 1966 : 6e - 1970 : 5e - 1974 : Vainqueur - 1978 : 8e | - 1982 : 6e - 1986 : 9e - 1990 : Non qualifié - 1994 : Non qualifié - 1998 : 17e - 2002 : 9e - 2006 : Finaliste - 2010 : 13e - 2014 : Vainqueur | - 2018 : Vainqueur - 2022 : Finaliste |

#### Championnats d'Europe
| - 1948 : Non qualifié - 1950 : 6e - 1951 : Non qualifié - 1955 : 6e - 1958 : 6e - 1963 : 6e - 1967 : 3e - 1971 : 6e - 1975 : Finaliste - 1977 : Finaliste | - 1979 : Finaliste - 1981 : Finaliste - 1983 : Finaliste - 1985 : 4e - 1987 : Non qualifié - 1989 : 7e - 1991 : 7e - 1993 : 7e - 1995 : 6e - 1997 : Non qualifié | - 1999 : Non qualifié - 2001 : 5e - 2003 : 5e - 2005 : 5e - 2007 : 11e - 2009 : Vainqueur - 2011 : 3e - 2013 : 9e - 2015 : 5e - 2017 : 10e | - 2019 : 3e - 2021 : 3e - 2023 : Vainqueur |  |

#### Ligue mondiale
| - 1990 : non participant - 1991 : non participant - 1992 : non participant - 1993 : non participant - 1994 : non participant - 1995 : non participant - 1996 : non participant - 1997 : non participant - 1998 : 10e - 1999 : 8e | - 2000 : 8e - 2001 : 7e - 2002 : 5e - 2003 : 9e - 2004 : 7e - 2005 : 4e - 2006 : 7e - 2007 : 4e - 2008 : 5e - 2009 : 9e | - 2010 : 10e - 2011 : 3e - 2012 : Vainqueur - 2013 : 11e - 2014 : 8e - 2015 : 4e - 2016 : 5e - 2017 : 8e |

#### Ligue des nations
| - 2018 : 5e - 2019 : 3e - 2021 : Finaliste - 2022 : 3e - 2023 : Vainqueur - 2024 : 3e - 2025: Vainqueur |

#### Coupe du monde
| - 1965 : Finaliste - 1969 : 8e - 1977 : 4e - 1981 : 4e - 1985 : non participant - 1989 : non participant - 1991 : non participant - 1995 : non participant - 1999 : non participant - 2003 : non participant | - 2007 : non participant - 2011 : Finaliste - 2015 : 3e - 2019 : Finaliste |

#### World Grand Champions Cup
| - 1993 : non participant - 1997 : non participant - 2001 : non participant - 2005 : non participant - 2009 : 4e - 2013 : non participant - 2017 : non participant |

#### Ligue européenne
| - 2004 : Non participant - 2005 : Non participant - 2006 : Non participant - 2007 : Non participant - 2008 : Non participant - 2009 : Non participant - 2010 : Non participant - 2011 : Non participant - 2012 : Non participant - 2013 : Non participant | - 2014 : 7e - 2015 : 3e - 2016 : Non participant - 2017 : Non participant - 2018 : Non participant - 2019 : Non participant - 2021 : Non participant - 2022 : Non participant - 2023 : Non participant - 2024 : Non participant | - 2025 : Non participant |

## Liste des sélectionneurs
| - 1948-1949 : Romuald Wirszyłło - 1949-1952 : Zygmunt Kraus - 1952-1953 : Wiesław Piotrowski - 1953-1954 : Zygmunt Kraus - 1954-1956 : Leonard Michniewski - 1956-1958 : Jacek Busz - 1958-1959 : Józef Śliwka - 1959-1964 : Gwidon Grochowski - 1964-1966 : Zygmunt Kraus - 1966-1973 : Tadeusz Szlagor - 1973-1976 : Hubert Jerzy Wagner - 1976-1979 : Jerzy Welcz - 1979-1983 : Aleksander Skiba - 1983-1986 : Hubert Jerzy Wagner - 1986-1988 : Stanisław Gościniak |  | - 1988-1990 : Leszek Milewski - 1990-1992 : Edward Skorek - 1992-1993 : Zbigniew Zarzycki - 1993 : Ryszard Kruk - 1994-1996 : Wiktor Krebok - 1996-1998 : Hubert Jerzy Wagner - 1998-2000 : Ireneusz Mazur - 2000-2001 : Ryszard Bosek - 2001-2003 : Waldemar Wspaniały - 2003-2004 : Stanisław Gościniak - 2005-2008 : Raúl Lozano - 2009-2010 : Daniel Castellani - 3 févr. 2011-24 oct. 2013 : Andrea Anastasi - 31 avr. 2014-déc. 2016 : Stéphane Antiga - 20 déc. 2016-20 sept. 2017 : Fernandino de Giorgi - 7 févr. 2018- : Vital Heynen |

## Joueurs majeurs
- Daniel Pliński
- Piotr Gruszka
- Łukasz Kadziewicz
- Sebastian Świderski
- Michał Winiarski
- Mariusz Wlazły
- Pawel Zagumny